# Ciny Peppelenbosch
Ciny Peppelenbosch-Macrander (Zutphen, 26 december 1926) is een Nederlands kinderboekenschrijfster en journalist.

## Biografie
Ciny Macrander was getrouwd met Arnoldus Alexander Maria Peppelenbosch, advocaat en procureur in Amersfoort. Het stel kreeg twee kinderen en woonde aan de Barchman Wuytierslaan. In 1969 overleed hij op 49-jarige leeftijd.
Tussen 1971 en 1975 stelde Peppelenbosch voor De Geïllustreerde Pers jaarlijks het Margriet Winterboek samen en schreef de meeste teksten zelf; de omslag werd door Fiep Westendorp ontworpen. Ook schreef ze verschillende reeksen educatieve- en sprookjesboeken voor uitgeverij Hemma. Tevens was Peppelenbosch co-auteur, vertaalde ze een aantal boeken uit het Duits en was ze werkzaam voor het vrouwentijdschrift Libelle.
De film Overvallers in de dierentuin, die in 1984 onder regie van Christ Stuur verfilmd is, is gebaseerd op het door Peppelenbosch geschreven gelijknamige boek. De film en het boek spelen zich af in Amersfoort, de plaats waar ze op dat moment zelf ook woonde, en DierenPark Amersfoort.